# Wolfgang Berger (Ökonom)

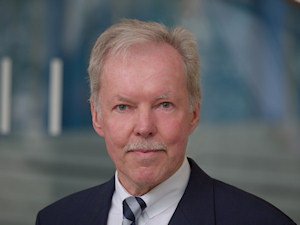
Wolfgang Berger

Wolfgang Berger (* 4. November 1941 in Kassel) ist ein deutscher Ökonom.

## Wirken
Nach einer Lehre zum Industriekaufmann studierte Berger Philosophie und Volkswirtschaftslehre in Frankreich und in den USA.  An der Freien Universität und an der Technischen Universität Berlin promovierte er zum Dr. phil. und Dr. rer. pol. In den 1960er Jahren führte er Forschungsarbeiten am Max-Planck-Institut für Bildungsforschung in Berlin.
Berger unterrichtete von 1988 bis 1997 an der Hochschule Pforzheim Betriebswirtschaftslehre, davon ein Jahr an der California State University, East Bay in Hayward. Insgesamt war er 20 Jahre in Unternehmen in leitenden Funktionen berufstätig.
2009 kandidierte er in Zusammenarbeit mit dem Willi-Weise-Projekt im Bundestagswahlkreis Südpfalz als Direktkandidat zur Bundestagswahl. Er erhielt 728 Erststimmen (0,5 %) und erzielte damit den letzten Platz unter den Direktkandidaten.

## Positionen
Nach Berger erfordert das 21. Jahrhundert eine innere Neuausrichtung von Unternehmen. Die Übertragung einer erfolgreichen Strategie auf ganze Branchen oder Wirtschaftsräume führe zu Gleichförmigkeit und verhindere unternehmerischen Erfolg durch strategische Differenzierung. Dabei gehe es nicht darum, eine Strategie per se als „richtig“ oder „falsch“ zu beurteilen: Eine neue Strategie solle solange als richtig gelten, wie sie nicht widerlegt sei.
Darüber hinaus setzt sich Berger in Vorträgen und einem Buch für die Einführung von „fließendem Geld“ (umlaufgesichertes Geld) ein. Er propagiert das als Lösung der Fehler im derzeitigen weltweit etablierten, durch Milton Friedman geprägten Finanzsystem. So solle ein Ausstieg aus der Staatsverschuldung, die für die Aufrechterhaltung des aktuellen Systems notwendig ist, gelingen und die riesige „Umverteilung von fleißig nach reich“ gemildert werden.
Wolfgang Berger bezeichnete in einem Beitrag für die Wissensmanufaktur die City of London als „exterritoriales Gebiet“. Berger ist im wissenschaftlichen Beirat der Wissensmanufaktur.

## Veröffentlichungen
- Suggestions for Resource-based planning: Is the Commission’s Approach to Planning Adequate? In: Yojana 21/25, New Delhi 1968.
- Plädoyer für einen institutionalen Ansatz in der indischen Entwicklungsplanung. Spektrum der dritten Welt, Hamburg 1969.
- Lernprozesse in der Wirtschaftstheorie. Berlin-Verlag, DK 330.18:159.953.5, Berlin 1970.
- Die Theorie der Bildungsnachfrage. In: Umschau in Wissenschaft und Technik. D6792D, Heidelberg 1971.
- Psicoanálisis de la deuda externa sudamericana. Universidád Católica del Uruguay Dámaso Antonio Larrañaga, Montevideo 1986.
- Políticas económicas en Alemania Occidental entre 1945 y 1986. Universidad Católica del Uruguay Dámaso Antonio Larrañaga, Montevideo 1987.
- Qualifikationen und Kompetenzen eines Europamanagers. Beiträge der Hochschule für Wirtschaft Nr. 62, Pforzheim 1991.
- Organizational Structure and Global Competitiveness. Academy of International Business, Part 1, Brighton/UK, 1992.
- From Standard of Living to Quality of Living: Business Reframing® Creates the Basic Structure for Management. In: The Journal of Natural Science. Band 1, 1998.
- Wozu brauchen wir eigentlich Führungskräfte? Die neue Legitimationskrise. In: Organisation, Gruppe 14/104/001, Frankfurt 1998.
- Auf der Suche nach Sinn. Paracelsus Akademie Villach, edition selene, ISBN 3-85266-156-0, Wien 2000.
- Business Reframing – Erfolg durch Resonanz. 3. Auflage, Gabler, Wiesbaden 2002, ISBN 978-3-409-38895-5
- Die Kraft neuronaler Felder. In: Farbe, Licht, Gesundheit. 2006, ISBN 3-939946-00-1.
- Resonanz und Schicksal – Wenn wir die Wirkmechanismen nicht verstehen, sprechen wir von Zufall. Aber es ist Unwissen. In: Erfahrungsheilkunde. Band 55, 2006, ISSN 0014-0082.
- Die Posaunen von Jericho – Der Ton, in dem alle Töne klingen. Der Ton, in dem alle Stille ist. In: Humane Wirtschaft 01, Wuppertal 2006, ISSN 1617-9153.
- Resonanz-Marketing: Business Reframing® – Marketing von innen. In: index – Management mit gesundem Menschenverstand. St. Gallen 2006
- Der Kategorienfehler in der Führung: Symptome sind „weich“, Gedanken sind „hart“. Werte – inspire, Kamphausen Bielefeld 2007.
- Unternehmenskultur und Ethik. In: Oscar trends – OFW Student Consulting and Research. Köln 2008, ISSN 1863-3048.
- Neu und exklusiv für regionale Banken: Ein nachhaltig tragfähiges Geschäftsmodell. In: Humane Wirtschaft. 1/2009, ISSN 1617-9153.
- Finanzmarktkrise – Ergebnis einer Fehlkonstruktion, die wir korrigieren können. In: Hintergrund. 1, 2009
- Verantwortung für die Zukunft ist unrentabel. In: Lebens-t-räume 05. Villingen 2009.
- Religio – Der Weg zu unserer Bestimmung. In: Lebens-t-räume 05. Villingen 2009.
- Ein toter Nobelpreisträger führt Krieg gegen uns. In: ÖkologiePolitik. Nr. 144, 2009 ISSN 1430-6646.
- Der größte Bankraub aller Zeiten. In: Fairconomy. 3, 2009.